# Konzistorij u užujku 2006.
Konzistorij, 2006., održan 24. ožujka, je bio prvi konzistorij gdje je papa Benedikt XVI. zaredio nove kardinale.
22. veljače je bilo objavljeno kako će se petnaest novih kardinala zarediti godine. 12 od njih su ispod 80 godina, što je dobna granica za sudjelovanje u konklavi. To znači da je Benedikt XVI. odlučio nastaviti s tradicijom o kardinalskom kolegiju od 120 kardinala, što je već praksa, ali je to ukinuto od strane Ivana Pavla II.
Nakon ređenja je uslijedila molitva zahvaljivanje, zagovor, Oče naš i druge molitve. Tri zaređena kardinala pripadaju Rimskoj kuriji, a devet osoba je dobilo na upravu novu biskupiju. Petnaest novih kardinala dolaze iz jedanaest različitih zemalja.
| Ime                                 | Rođen / umro  | Država            | Bilješke                                                                                |
| William Joseph Levada               | 1936. -       | SAD               | Pročelnik Kongregacije za nauk vjere                                                    |
| Franc Rodé                          | 1934. -       | Slovenija         | Pročelnik Kongregacije za redovnike i svjetovne institute                               |
| Agostino Vallini                    | 1940. -       | Italija           | Pročelnik Apostolske signature                                                          |
| Jorge Urosa                         | 1942. -       | Venezuela         | Nadbiskup Caracasa                                                                      |
| Gaudencio B. Rosales                | 1932. -       | Filipini          | Nadbiskup Manile                                                                        |
| Jean-Pierre Ricard                  | 1944. -       | Francuska         | Nadbiskup Bordeauxa                                                                     |
| Antonio Cañizares Llovera           | 1945. -       | Španjolska        | Nadbiskup Toleda                                                                        |
| Nicolas Cheong Jin-suk              | 1931. -       | Južna Koreja      | Nadbiskup Seoula                                                                        |
| Sean Patrick O'Malley               | 1944. -       | SAD               | Nadbiskup Bostona                                                                       |
| Stanislaw Dziwisz                   | 1939. -       | Poljska           | Nadbiskup Krakówa                                                                       |
| Carlo Caffarra                      | 1938. -       | Italija           | Nadbiskup Bologne                                                                       |
| Joseph Zen Ze-kiun                  | 1932. -       | Kina/Hong Kong    | Biskup Hong Konga                                                                       |
| Andrea Cordero Lanza di Montezemolo | 1927. -       | Italija           | Arhisvećenik bazilike sv. Pavla izvan zidina                                            |
| Peter Poreku Dery                   | 1918. – 2008. | Gana              | Nadbiskup Tamale u miru                                                                 |
| Albert Vanhoye                      | 1923. -       | Belgija/Francuska | Umirovljeni rektor Papinskoga biblijskog instituta i tajnik Papinske biblijske komisije |

## Vanjske poveznice
- Papine molitve na ceremoniji na Trgu sv. Petra (engl.)